# Tapiolite-(Fe)
La tapiolite-(Fe) (simbolo IMA: Tap-Fe) è un raro minerale del gruppo della tapiolite appartenente alla famiglia degli "ossidi e idrossidi" con composizione chimica Fe2+Ta2O6.

## Etimologia e storia
Nils Adolf Erik Nordenskiöld diede a questo minerale il nome tapiolite nel 1863 in onore di Tapio, dio finlandese della foresta, poiché il materiale originale proveniva da una prospettiva di pegmatite granitica situata vicino alla fattoria "Kumala" nei pressi della città di Tammela (Finlandia).
Nel 1983 fu rinominata ferrotapiolite per distinguerla da un altro minerale chiamato manganotapiolite (a tutt'oggi, tapiolite-(Mn)), ma in seguito alla ridefinizione dei nomi di molti minerali, è stata rinominata tapiolite-(Fe).

## Classificazione
La classica nona edizione della sistematica dei minerali di Strunz, aggiornata dall'Associazione Mineralogica Internazionale (IMA) fino al 2009, elenca la tapiolite-(Fe) nella classe "4. Ossidi (idrossidi, V[5,6] vanadati, arseniti, antimoniti, bismutiti, solfiti, seleniti, telluriti, iodati)! e nella sottoclasse "4.D Metallo:Ossigeno = 1:2 e simili"; questa è più finemente suddivisa in base alla struttura del minerale e alle dimensioni dei cationi coinvolti, in modo da trovare la tapiolite-(Fe) nella sezione "4.DB Con cationi di media dimensione; catene di ottaedri che condividono uno spigolo" dove forma il sistema nº 4.DB.10 insieme a byströmite, ordoñezite e tapiolite-(Mn).
Tale classificazione resta invariata anche nell'edizione successiva, proseguita dal database "mindat.org" e chiamata Classificazione Strunz-mindat, dove fa la sua comparsa anche la tredouxite.
Nella Sistematica dei lapis (Lapis-Systematik) di Stefan Weiß la tapiolite-(Fe) si trova nella classe degli "ossidi" e nella sottoclasse degli "ossidi con rapporto metallo:ossigeno = 1:2 (MO2 e composti correlati)"; qui forma il "gruppo della tapiolite" con il numero di sistema IV/D.04 insieme a tapiolite-(Mn), byströmite, tredouxite e ordoñezite.
Anche la classificazione dei minerali secondo Dana, usata principalmente nel mondo anglosassone, elenca la tapiolite-(Fe) nella famiglia degli "ossidi e idrossidi"; qui è nella classe degli "ossidi multipli con Nb, Ta e Ti" e nella sottoclasse degli "ossidi multipli con Nb, Ta e Ti e la formula A(B2O6)" dove forma la "serie della tapiolite" con il numero di sistema 08.03.01 insieme alla tapiolite-(Mn).

## Abito cristallino
La tapiolite-(Fe) cristallizza nel sistema tetragonale nel gruppo spaziale P42/mnm (gruppo nº 136) con i parametri reticolari a = 4,762 Å e c = 9,272 Å, oltre a 2 unità di formula per cella unitaria.

## Origine e giacitura
La tapiolite-(Fe) si forma come minerale accessorio nelle pegmatiti di granito zonate; la paragenesi è con albite, berillo, cassiterite, columbite-tantalite, muscovite, spodumene, trifilite, triplite, tormalina e wodginite.
La tapiolite-(Fe) è stata trovata in diversi siti sparsi per il mondo, ma in scarse quantità, quindi è un minerale raro. Si ricordano la sua località tipo, nei pressi di Tammela, in Finlandia; sempre in Finlandia il minerale è stato rinvenuto a Inari, Orivesi, Seinäjoki, Kimitoön e Salo.
In Italia la tapiolite-(Fe) è stata trovata a Colico, Chiesa in Valmalenco e in Val Bodengo (Lombardia); a Craveggia, Druogno e Trontano (Piemonte).
Solo per citarne solo alcuni, altri ritrovamenti ci sono stati in Svizzera, Norvegia, Slovacchia, Germania, Austria e Francia. Fuori dall'Europa, si citano Mozambico, Repubblica Democratica del Congo, Brasile, Canada, Stati Uniti, Cina e Australia.

## Forma in cui si presenta in natura
La tapiolite-(Fe) si presenta come corti prismi, quasi equidimensionali o più raramente allungati e si trova in piccole particelle disposte in una matrice o in granuli anedrali o subedrali.
Il minerale è opaco con lucentezza da semi-adamantina, a semi-metallica, a metallica; il colore è nero mentre il colore del suo striscio e marrone-nero.